# Euxoa pseudoobelisca
Euxoa pseudoobelisca är en fjärilsart som beskrevs av Corti 1932. Euxoa pseudoobelisca ingår i släktet Euxoa och familjen nattflyn. Inga underarter finns listade i Catalogue of Life.